# Aeonium riosjordanae
Aeonium riosjordanae är en fetbladsväxtart som först beskrevs av Bañares, och fick sitt nu gällande namn av Bañares. Aeonium riosjordanae ingår i släktet Aeonium och familjen fetbladsväxter. Inga underarter finns listade i Catalogue of Life.